# 파두
파두(포르투갈어: fado, 포르투갈어 발음: [ˈfaðu])는 포르투갈의 음악 장르이다. 주로 검은 옷을 입은 솔로 가수(포르투갈어: fadidsta 파디스타[*])가 부르는 노래 형식이며, 포르투갈 기타(포르투갈어: guitarra portuguesa 기타하 포르투게자[*])와 클래식 기타(포르투갈어: viola 비올라[*]) 연주가 함께한다. 어쿠스틱 베이스 기타(포르투갈어: viola baixo 비올라 바이슈[*])나 콘트라베이스가 반주 악기로 포함되기도 한다. 2011년 11월에 유네스코 무형문화유산으로 선정되었다.

## 개요
파두는 1820년대 포르투갈의 리스본에서 태어난 음악 장르이나 그 기원은 더 오래전이다. 파두연구자 후이 베이라(Rui Veira)는 "파두 역사의 유일하게 신뢰할만한 정보는 구두로 전해지고 있고, 1820년대-1830년대가 기원이다."라고 했다. 초기 파두 공연자는 노래와 춤을 함께 공연했지만 점차 노래 위주로 정착되었다.
포르투갈어 낱말 fado는 "운명", "숙명"을 뜻한다. 원래 파두는 특정한 형식이 있다. 애절한 멜로디와 바다의 고된 삶, 빈자들의 삶을 다루는 가사가 일반적이다. 운명의 감수(resignation), 체념(fatefulness) 및 슬픔(melancolia)이 불어 넣어진 음악의 형태이다. 이는 사우다데(saudade, 영구적이고, 회복불가능한 상실, 이로 인한 지속적인 손상) 즉 갈망 또는 그리움(longing)과 닿아있다. 소재로는 짝사랑, 부재, 질투, 향수, 삶이나 외지 생활의 어려움같은 서글픈 감정뿐 아니라, 일상, 일상의 아이러니같은 즐거운 감정도 노래한다. 
파두는 포르투갈의 과거 식민지였던 카부 베르데의 Morna, 브라질의 Modinha, 인도네시아의 Kroncong라는 음악 장르와도 비슷하나 이들 식민지들은 자국의 전통과 혼합하여 독립적인 형태의 음악으로 변화해나갔다.
크게 리스본 파두와 코임브라 파두로 나뉜다. 리스본 파두는 아말리아 로드리게스의 유명세로 널리 알려졌다. 코임브라 파두는 중세의 세레나데인 트루바두르troubadours와 관련이 있다. 
현대 파두는 포르투갈에서 인기있는 장르로 살라자르의 독재 시기에 유행했다가 정권 붕괴후 금기시되었다. 1990년대 이후 다시 인기를 얻어나가 젊은 파디스타(fadista)들이 인기를 얻어나가고 있다.

## 파두 가수(파디스타)와 기타리스트
- 알프레두 마르세네이루(포르투갈어: Alfredo Marceneiro)
- 아말리아 호드리게스(포르투갈어: Amália Rodrigues)
- 아나 모라(포르투갈어: Ana Moura)
- 아나 소피아 바렐라(포르투갈어: Ana Sofia Varela)
- 안토니우 잠부주(포르투갈어: António Zambujo)
- 아르만두 아우구스투 프레이르(포르투갈어: Armando Augusto Freire)
- 베르타 카르도주(포르투갈어: Berta Cardoso)
- 카마네(포르투갈어: Camané)
- 카를루스 두 카르무(포르투갈어: Carlos do Carmo)
- 카를루스 하무스(포르투갈어: Carlos Ramos)
- 크리스티나 브랑쿠(포르투갈어: Cristina Branco)
- 데올린다 호드리게스(포르투갈어: Deolinda Rodrigues)
- 데오닐드 고베이아(포르투갈어: Deonilde Gouveia)
- 둘스 폰트스(포르투갈어: Dulce Pontes)
- 이르실리아 코스타(포르투갈어: Ercília Costa)
- 페르난두 파리냐(포르투갈어: Fernando Farinha)
- 페르난두 마샤두 소아르스(포르투갈어: Fernando Machado Soares)
- 페르난두 마우리시우(포르투갈어: Fernando Maurício)
- 곤살루 살게이루(포르투갈어: Gonçalo Salgueiro)
- 엘데르 모티뉴(포르투갈어: Helder Moutinho)
- 에르미니아 실바(포르투갈어: Hermínia Silva)
- 자이므 산투스(포르투갈어: Jaime Santos)
- 조아나 아멘도에이라(포르투갈어: Joana Amendoeira)
- 주앙 다 마타(포르투갈어: João da Mata)
- 조아킹 캄푸스(포르투갈어: Joaquim Campos)
- 줄리우 프로엔사(포르투갈어: Júlio Proença)
- 카티아 게헤이루(포르투갈어: Katia Guerreiro)
- 린다 드 수자(포르투갈어: Linda de Suza)
- 루실리아 두 카르무(포르투갈어: Lucília do Carmo)
- 마달레나 드 멜루(포르투갈어: Madalena de Melo)
- 마팔다 아르나우트(포르투갈어: Mafalda Arnauth)
- 마리아 아나 보보느(포르투갈어: Maria Ana Bobone)
- 마리아 테레자 드 노로냐(포르투갈어: Maria Teresa de Noronha)
- 마리자(포르투갈어: Mariza)
- 마르티뉴 드 아순상(포르투갈어: Martinho d’Assunção)
- 미겔 카푸슈(포르투갈어: Miguel Capucho)
- 미지아(포르투갈어: Mísia)
- 파트리시아 호드리게스(포르투갈어: Patrícia Rodrigues)
- 페드루 모티뉴(포르투갈어: Pedro Moutinho)
- 하켈 타바르(포르투갈어: Raquel Tavare)
- 하울 네리(포르투갈어: Raul Nery)
- 호드리구 코스타 펠리시(포르투갈어: Rodrigo Costa Félix)
- 테레자 살게이루(포르투갈어: Teresa Salgueiro)

## 관련 저서, 논문
- 김은영, 〈포르투갈 파두(Fado)에 담긴 문화 및 민족 정체성 고찰〉, 한국외국어대학교 대학원 국제관계학과 석사학위논문, 2008년
- 김보은, 〈포르투갈의 민족성이 나타난 파두음악 분석을 통한 파두(Fado)의 형성과 발전에 대한 연구〉,  상명대학교 일반대학원 뉴미디어음악학과 뉴미디어음악학전공, 2015년 2월
- 황윤기, 《포르투갈의 노래, 파두》, 북커스, 2019년